# Encya strigiscutata
Encya strigiscutata är en skalbaggsart som beskrevs av Leon Fairmaire 1883. Encya strigiscutata ingår i släktet Encya och familjen Melolonthidae. Inga underarter finns listade i Catalogue of Life.